# Мануел Аморос
Мануел Аморос (на френски: Manuel Amoros) е бивш френски футболист. От 2012 г. води националния отбор по футбол на Бенин.
Започва футболната си кариера във втория отбор на Монако когато е на 17 години. Година по-късно вече е неизменна част от първия отбор за да се превърне в една от легендите на клуба. За „монегаските“ играе девет сезона, като печели една титла и една купа на Франция. Истинските си успехи постига с екипа на Олимпик Марсилия с които печели три шампионски титли. През сезон 1990-91 играе финал за Купа на европейските шампиони срещу отбора на Цървена звезда в който пропуска един от наказателните удари. Една година по-късно отново достига до финал, този път срещу Милан, завършил с победа за французите.
С френския национален отбор участва на четири големи първенства. Европейски шампион от Евро 84, бронзов медалист от Мондиал 86, избран е и в „Идеалния отбор“ на шампионата. На Мондиал 82 губи мача за 3-то място, участва и на Евро 92.

## Успехи
Монако
- Шампион на Франция (1): 1987-88
- Купа на Франция (1): 1985

 Олимпик Марсилия
- Шампион на Франция (3): 1989-90, 1990-91, 1991-92
- Шампионска лига (1): 1992-93
  - Финалист (1): 1990-91

 Франция
- Европейско първенство (1): Евро 84
- Световно първенство по футбол
  - 3-то място – Мондиал 86
    - 4-то място – Мондиал 82

Индивидуални
- Идеален отбор (1): Мондиал 86
- Футболист на годината във Франция (1): 1986